# Saint-Martin-de-la-Place

Saint-Martin-de-la-Place este o comună în departamentul Maine-et-Loire, Franța. În 2009 avea o populație de 1,162 de locuitori.